# Bertrand de Comarque
Bertrand de Comarque est un prélat français, évêque de Fréjus 1280 à 1299.